# ブラック・マーケット・リズム・カンパニー
ブラック・マーケット・リズム・カンパニー(The Black Market Rhythm Co.)は、オーストラリアはブリスベンのゴールドコースト出身のロックバンドである。
影響を受けた音楽に、ローリング・ストーンズ、アークティック・モンキーズ、シンズ、ロックンロールを挙げている。

## メンバー
- クリストファー・エルンスト(Christopher Ernst) - ボーカル、ギター
- マット・グランフィールド(Matt Granfield) - ギター、ベース
- ジェイク・オブライエン(Jake O'Brien) - トランペット、ギター、ベース、パーカッション
- ベン・チモニー(Ben Timony) - ドラム、パーカッション

### 旧メンバー
- ワイン・ベネット(Wayne Bennett ) - ドラム

## ディスコグラフィー
日本盤は未発売。

### アルバム
- ローファイ・レコーズ・ハイファイ・レディオ - Low-Fi Records Hi-Fi Radio(2008年)

### EPs
- クリストファー・エルンスト - Christopher Ernst(2004年)
- クリストファー・エルンスト・アンド・ボーイズ・フー・ライク・ガールズ - Christopher Ernst and Boys Who Like Girls(2004年)
- ブラック・マーケット・リズム・カンパニー・ライブ・アット・ブランニガンズ - The Black Market Rhythm Co. Live at Brannigans(2005年)
- クリストファー・エルンスト・アンド・ブラック・マーケット・リズム・カンパニー - Christopher Ernst and The Black Market Rhythm Co.(2006年)
- エイント・フォー・セール - Ain't For Sale(2006年)